# Supercoppa spagnola 2003 (pallavolo femminile)
La Supercoppa spagnola 2003 si è svolta il 15 ottobre 2003: al torneo hanno partecipato due squadre di club spagnole e la vittoria finale è andata per la seconda volta consecutiva al Tenerife.

## Regolamento
Le squadre hanno disputato una gara unica.

## Squadre partecipanti[2]
| Squadra    | Qualificazione                        | Ultima partecipazione    |
| ---------- | ------------------------------------- | ------------------------ |
| Las Palmas | Vincitrice SFV 2002-03                | Debutto                  |
| Tenerife   | Vincitrice Coppa della Regina 2002-03 | Supercoppa spagnola 2002 |

## Torneo
| 15 ottobre 2003 Centro Insular de Deportes, Las Palmas de Gran Canaria Durata: 1h:24 - Spettatori: 1 500 | Las Palmas | 1 - 3 | Tenerife | 25-27, 25-18, 12-25, 16-25 |